# Liste kurdischer Ortsnamen und geographischer Bezeichnungen in Syrien
Die Liste kurdischer Ortsnamen und geographischer Bezeichnungen in Syrien bietet eine Auswahl von unter Kurden gebräuchlichen Namen von Ortschaften und geographische Bezeichnungen in Syrien, inner- und außerhalb des kurdischen Hauptsiedlungsgebietes. In Syrien sprechen die Kurden hauptsächlich Kurmandschi. In den 1960er und 1970er Jahren verbot Syrien im Rahmen der Politik des „arabischen Gürtels“ – neben anderen Maßnahmen – die Verwendung kurdischer Ortsnamen
| Offizieller Name                | Kurdischer Name            | Objekt          | Lage                          | Besonderheiten |
| ------------------------------- | -------------------------- | --------------- | ----------------------------- | --- |
| Afrin (عفرين)                   | Efrîn-Afrîn                | Stadt           | Gouvernement Aleppo           | |
| Ain al-Arab (عين العرب)         | Kobanî                     | Stadt           | Gouvernement Aleppo           | Die Stadt erlangte vor allem 2014 weltweiten Ruhm für ihren erbitterten Widerstand gegen die Terroristen des IS. Sie wurde zum Symbol der kurdischen Einheit und des gemeinsamen Kampfes der Kurden gegen Bedrohungen und Besatzer. |
| Aleppo (حلب)                    | Heleb                      | Stadt           | Gouvernement Aleppo           | |
| ʿĀmūdā (عامودا)                 | Amûdê                      | Stadt           | Gouvernement Aleppo           | |
| Basuta (الباسوطة)               | Basûtê                     | Dorf            | Gouvernement Rif Dimaschq     | |
| Damaskus (دمشق)                 | Şam                        | Stadt           | Gouvernement Rif Dimaschq     | Hauptstadt Syriens. Die kurdische Bezeichnung entspricht der im Nahen Osten gängigen Bezeichnung „ash-Shām“. |
| al‑Darbasiya (الدرباسية)        | Dirbêsî                    | Stadt           | Gouvernement al-Hasaka        | |
| Dschabal al-Ākrād (جبل الاكراد) | Çiyayê Kurmênc, Shaxi Kurd | Berg und Region | zwischen Gaziantep und Aleppo | Neben Dschebel Ansariye („Berg der Nusairier“) und Dschebel ad-Duruz („Berg der Drusen“) gehört der Kurd Dagh zu den drei „ethnischen“ Bergen Syriens.                                                                              |
| al‑Dschawadiya (الجوادية)       | Çil Axa                    | Landstadt       | Gouvernement al-Hasaka        | |
| al-Hasaka (الحسكة)              | Hesîçe                     | Stadt           | Gouvernement al-Hasaka        | |
| Jindires (جنديرس)               | Jindrêsê, Cindirêsê        | Stadt           | Gouvernement Aleppo           | |
| Katma (قطمه)                    | Qitmê                      | Dorf            | Gouvernement Aleppo           | |
| al-Malikiya                     | Dêrika Hemko               | Stadt           | Gouvernement al-Hasaka        | |
| Maʿbada                         | Girkê Legê                 | Kleinstadt      | Gouvernement al-Hasaka        | |
| Meydan Ekbaz (ميدان أكبس)       | Meydan Ekbaz               | Dorf            | Gouvernement Aleppo           | |
| al‑Qahtaniya (القحطانية)        | Tirbesipî                  | Stadt           | Gouvernement al-Hasaka        | |
| Raʾs al-ʿAyn (رأس العين)        | Serê Kaniyê                | Stadt           | Gouvernement al-Hasaka        | |
| Rajo (راجو)                     | Reco                       | Kleinstadt      | Gouvernement Aleppo           | |
| al-Qāmišlī (القامشلي)           | Qamişlo                    | Stadt           | Gouvernement al-Hasaka        | Die Stadt gilt unter den Kurden als heimliche Hauptstadt des syrischen Teils Kurdistans. |
| Qafr Dschanna (کفرجنة)          | Keferjenê, Kevrê Canê      | Dorf            | Gouvernement Aleppo           | |
| Tall Abyad (تل أبيض)            | Girê Sipî                  | Stadt           | Gouvernement ar-Raqqa         | |
| al-Jalabiya (الجلبية)           | Çelebî                     | Dorf            | Gouvernement Aleppo           | |